# Zwienemuts

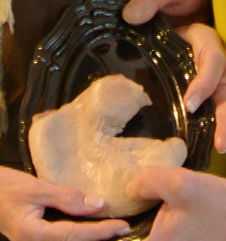

Een zwienemuts is een licht gepekelde en vervolgens gekookte varkensmaag. Ze zijn in 2017 erkend als Oostends streekproduct door het Vlaams Centrum voor Agro- en Visserijmarketing. Omdat de magen er na bereiding enigszins uitzien als een muts, noemen de West-Vlamingen ze een 'zwienemuts' ("zwijnenmuts").

## Bereiding
De magen worden grondig gereinigd in het slachthuis om alle etensresten en het maagslijmvlies te verwijderen. De slager keert de maag binnenstebuiten en verwijdert vervolgens alle vliezen en de gal. Daarna gaat de zwienemuts een paar uur tot een etmaal in een lichte pekel, tot ze helemaal wit zien. De slager spoelt de gepekelde maag en laat ze vervolgens een paar uur koken met wat gelatine en de nodige aromaten (peper, zout, laurier, ui, kruidnagel). Daarna gaat de zwienemuts nog enkele uren de koelkast in en wanneer de gelatine opgesteven is, is ze klaar voor consumptie.
De zwienemuts kan geserveerd worden als aperitiefhapje, als reepjes in een lichte vinaigrette.